# British Home Championship 1900/01
Die British Home Championship 1900/01 war die 18. Auflage des im Round-Robin-System ausgetragenen Fußballwettbewerbs zwischen den vier britischen Nationalmannschaften von England, Irland (ab 1950/51 Nordirland), Schottland und Wales.
| Pl. | Nationalmannschaft | Sp. | S | U | N | Tore    | Punkte |
| --- | ------------------ | --- | - | - | - | ------- | ------ |
| 1.  | England            | 3   | 2 | 1 | 0 | 011:200 | 05:10  |
| 2.  | Schottland         | 3   | 1 | 2 | 0 | 014:300 | 04:20  |
| 3.  | Wales              | 3   | 1 | 1 | 1 | 002:700 | 03:30  |
| 4.  | Irland             | 3   | 0 | 0 | 3 | 000:150 | 0:60   |

|                                                          |   |            |            |
| 23. Februar 1901 in Glasgow (Celtic Park)                |   |            |            |
| Schottland                                               | – | Irland     | 11:0 (5:0) |
| 2. März 1901 in Wrexham (Racecourse Ground)              |   |            |            |
| Wales                                                    | – | Schottland | 1:1 (0:0)  |
| 9. März 1901 in Southampton (The Dell)                   |   |            |            |
| England                                                  | – | Irland     | 3:0 (1:0)  |
| 18. März 1901 in Newcastle upon Tyne (Saint James’ Park) |   |            |            |
| England                                                  | – | Wales      | 6:0 (1:0)  |
| 23. März 1901 in Belfast (Solitude)                      |   |            |            |
| Irland                                                   | – | Wales      | 0:1 (0:0)  |
| 30. März 1901 in London (Crystal Palace)                 |   |            |            |
| England                                                  | – | Schottland | 2:2 (1:0)  |